# Józef Niedźwiecki
Józef Niedźwiecki vel Mosze Chaim Porajer (ur. 11 stycznia 1916 w Katowicach, zm. 18 lutego 2000 w Warszawie) – polski inżynier, poseł na Sejm PRL IV kadencji, poeta i tłumacz.

## Życiorys
Uzyskał stopień doktora nauk matematyczno-fizycznych, z zawodu inżynier. Należał do Polskiej Zjednoczonej Partii Robotniczej i pracował w jej aparacie partyjnym. Od 5 czerwca 1951 do 1 grudnia 1956 był zastępcą kierownika Wydziału Przemysłu Ciężkiego (w tym od 20 marca 1956 p.o. kierownika), od 1 grudnia 1956 do 11 lipca 1964, zastępcą kierownika Wydziału Ekonomicznego, od 11 lipca 1964 do 6 sierpnia 1968 kierownikiem Wydziału Przemysłu Ciężkiego i Komunikacji Komitetu Centralnego PZPR. W 1965 uzyskał mandat posła na Sejm PRL IV kadencji w okręgu Chorzów. W trakcie kadencji był przewodniczącym Komisji Przemysłu Ciężkiego, Chemicznego i Górnictwa.
W latach 90. publikował pod nazwiskiem Mosze Chaim Porajer, m.in. tłumaczył poezję oraz prozę w języku jidysz i hebrajskim na język polski (tłumaczenia poezji w jidysz zostały zebrane w tomie Złoty łańcuch. Wielka poezja żydowska (1997), na łamach „Słowa Żydowskiego” przedstawił w latach 1992–1998 cykl tłumaczeń Ze skarbnicy legend, baśni i opowiadań ludu żydowskiego. Był także tłumaczem na jidysz wierszy Wisławy Szymborskiej. Opublikował książkę Opowieści dla wnuka o judaizmie (1991), na łamach prasy publikował też własne wiersze
.
Odznaczony m.in. Orderem Sztandaru Pracy II klasy (1964), Krzyżem Komandorskim i Kawalerskim Orderu Odrodzenia Polski oraz Medalem pamiątkowym 750-lecia Częstochowy (1967).
Zmarł 18 lutego 2000 w Warszawie.
Jest pochowany na cmentarzu żydowskim przy ul. Okopowej w Warszawie.